# Draba tschuktschorum
Draba tschuktschorum là một loài thực vật có hoa trong họ Cải. Loài này được Trautv. mô tả khoa học đầu tiên năm 1879.